# Carver EV
Carver EV – elektryczny trójkołowy mikrosamochód produkowany pod holenderską marką Carver w latach 2019–2024.

## Historia i opis modelu

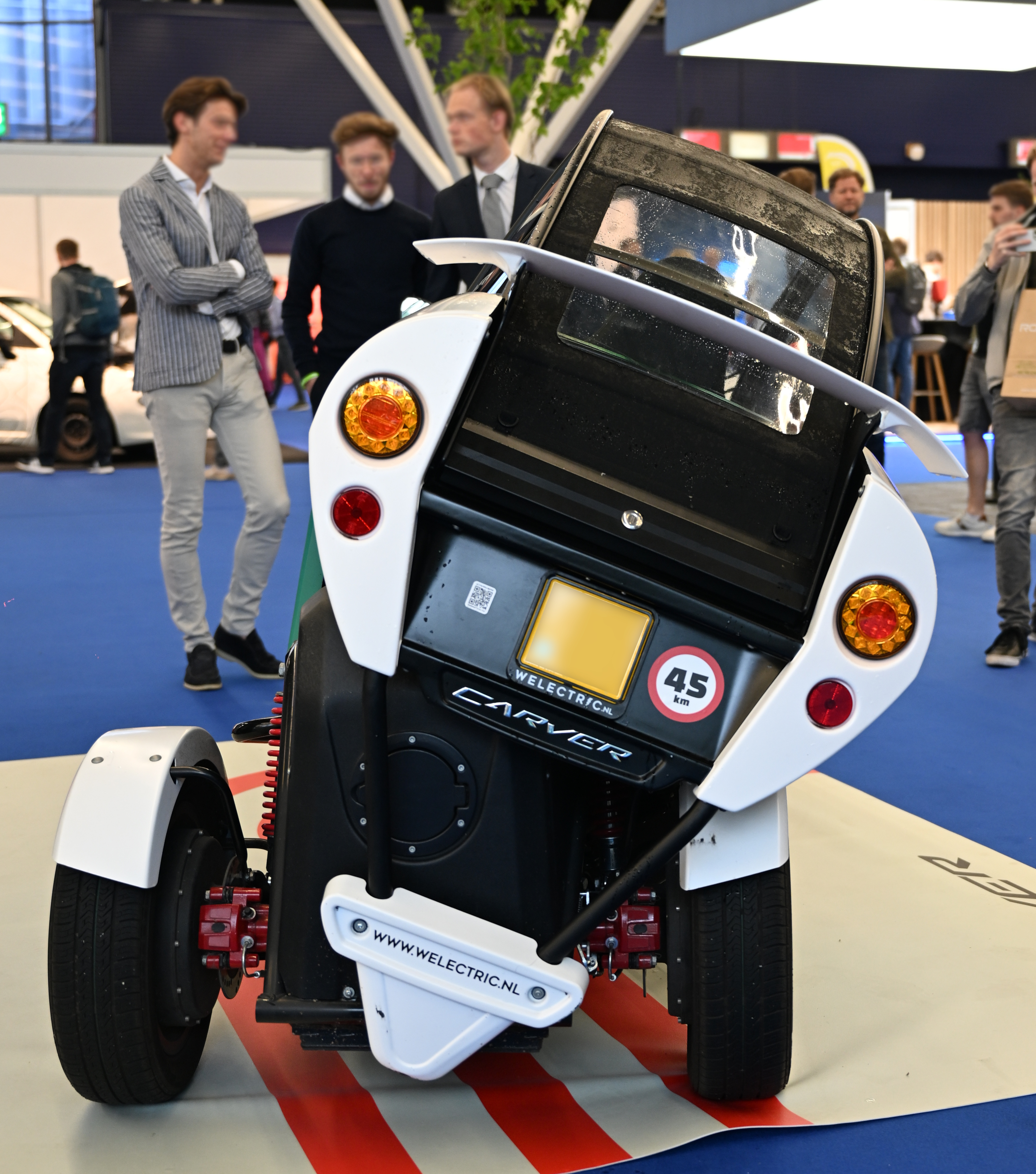
Carver EV - tył

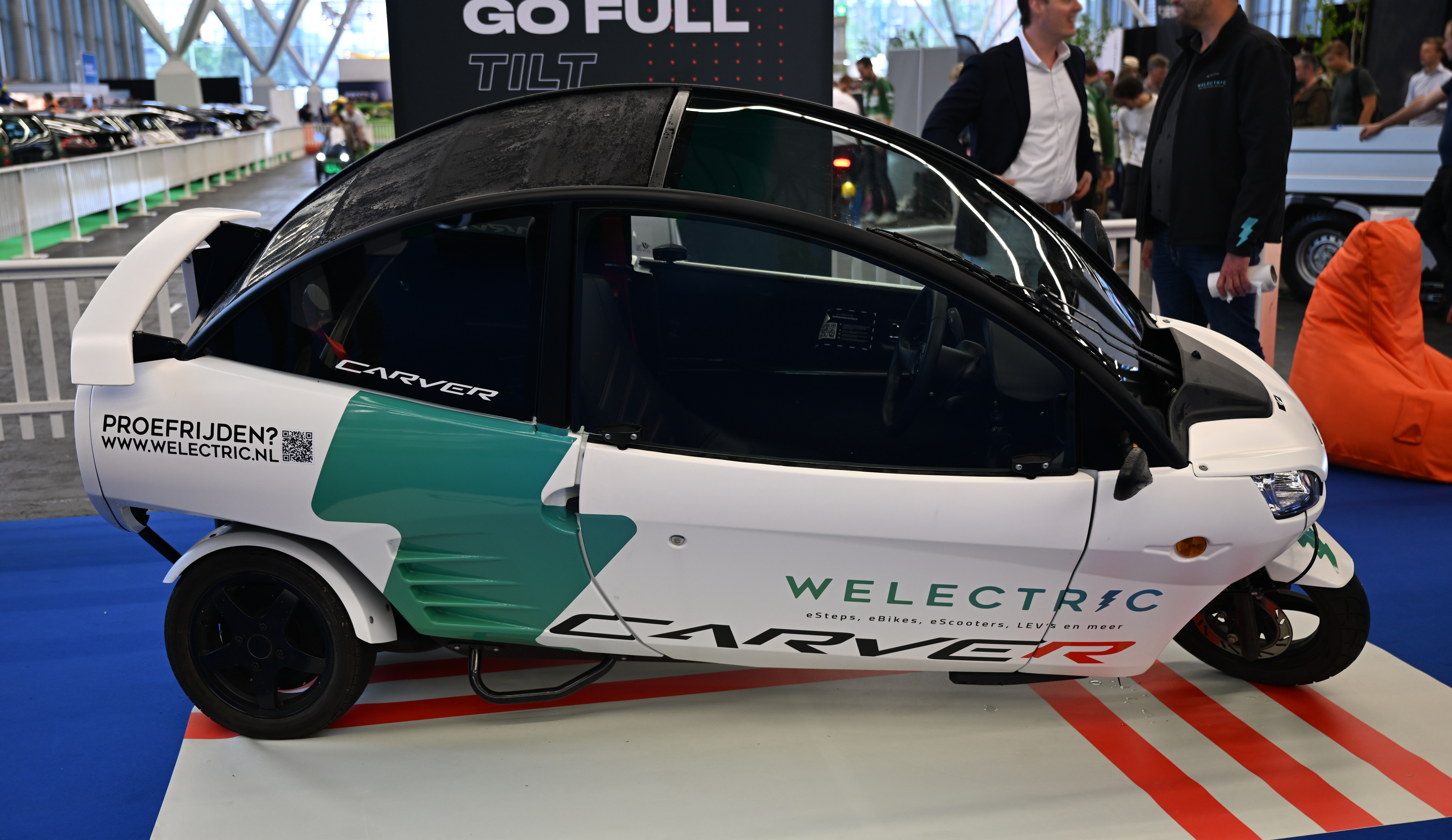
Carver EV - sylwetka

Niespełna 9 lat po zniknięciu z rynku trójkołowego samochodu Carver One z powodu bakructwa produkującej go firmy Carver Engineering w 2009 roku, dawni pomysłodawcy i koordynatorzy jego produkcji zdecydowali się reaktywować projekt w 2018 roku. Pomógł w tym holenderski producent rowerów Accell Group, który zapewnił kluczowe finansowanie na rozwój i wdrożenie do produkcji nowej generacji trójkołowego Carvera w postaci małego, miejskiego samochodu elektrycznego.
Tym razem Carver zyskał bardziej zaokrąglone nadwozie z lżejszą konstrukcją, mieszcząc dwóch pasażerów i posiadając obustronne drzwi. Za fotelem drugiego pasażera wygospodarowano przestrzeń bagażową mogącą pomieścić do 70 litrów towaru. Podobnie jak poprzednik, elektryczny Carver posiada dwumodułowe nadwozie, którego pierwszy element przechyla się podczas wchodzenia w zakręty w stronę krawędzi jezdni.

### Cargo
W marcu 2021 roku oferta nadwoziowa elektrycznego Carvera została poszerzona o odmianę odstarczą o nazwie Carver Cargo, z regularnie ukształtowanym przedziałem transportowym za fotelem kierowcy. Za odsuwaną roletą umożliwia on pomieścić ładunek na przestrzeni maksymalnie 500 litrów.

### Sprzedaż
Po prezentacji wiosną 2018 roku, Carver trafił do sprzedaży i produkcji w holenderskim Leeuwarden we Fryzji we wrześniu 2019 z myślą najpierw o rodzimym rynku holenderskim, a następnie belgijskim i innych krajach zachodnioeuropejskich. Pojazd można było legalnie prowadzić z prawem jazdy zezwalającym na jeżdżenie skuterem.

### Dane techniczne
W przeciwieństwie do poprzednika, nowy Carver nie jest już samochodem spalinowym przystosowanym do dynamicznej jazdy także w warunkach pozamiejskich i autostradowych, jecz mniejszym pojazdem elektrycznym stricte do jazdy w mieście. Wyposażony w dwa silniki elektryczne o mocy łącznej 6 KM, które pozwalają rozpędzić się maksymalnie do 45 km/h. Akumulator o pojemności 5,3 kWh umożliwia z kolei rozwinąć na jednym ładowaniu zasięg do 90 kilometrów.